# Scaphytopius hambletoni
Scaphytopius hambletoni är en insektsart som beskrevs av Delong 1944. Scaphytopius hambletoni ingår i släktet Scaphytopius och familjen dvärgstritar. Inga underarter finns listade i Catalogue of Life.